# Ctimene brachypus
Ctimene brachypus är en fjärilsart som beskrevs av Louis Beethoven Prout 1929. Ctimene brachypus ingår i släktet Ctimene och familjen mätare. Inga underarter finns listade i Catalogue of Life.